# Gustave Adolphe Bernardel
Gustave Adolphe Bernardel (París 20 de abril de 1832-Cherburgo, 27 de enero de 1904) fue un conocido lutier francés.

## Biografía
Lutier del Conservatorio de París, de la Ópera y del Ministerio de Bellas Artes, fundó en 1859, junto con su padre Auguste Sébastien Philippe (1802-1866) y su hermano Auguste Ernest (1826-1899), la compañía Bernardel que más tarde se unió en 1866 con Nicolas Eugène Gand para formar «Gand & Bernardel», situada en el número 4 del pasaje Saulnier de París, donde estará funcionando hasta 1887. 
Esta dirección tiene la particularidad de ser la de Julio Verne cuando vivía en París. El escritor también cita a Bernardel en la novela La isla de hélice (parte 2, capítulo V).
Es abuelo del lutier Léon Bernardel (1853-1931).